# Tal·liofarmacosiderita
La tal·liofarmacosiderita és un mineral de la classe dels fosfats que pertany al grup de la farmacosiderita.

## Característiques
La tal·liofarmacosiderita és un arsenat de fórmula química TlFe₄[(AsO₄)₃(OH)₄]·4H₂O. Va ser aprovada com a espècie vàlida per l'Associació Mineralògica Internacional l'any 2013. Cristal·litza en el sistema isomètric.
Les mostres que van servir per a determinar l'espècie, el que es coneix com a material tipus, es troben conservades a les col·leccions del Museu d'Història Natural de Londres (Anglaterra), amb el número de registre: 2013,151 i a les col·leccions mineralògiques del Museu Victoria, a Melbourne (Austràlia), amb els números de registre: m52852 i m52853.

## Formació i jaciments
Va ser descoberta a Allchar, a la localitat de Rožden, dins el municipi de Kavadarci (Macedònia del Nord). També ha estat descrita a l'óblast de Múrmansk (Rússia), i a la mina La Estrella, a la localitat de Cuevas del Almanzora, a la província d'Almeria (Andalusia, Espanya). Aquests tres indrets són els únics de tot el planeta on ha estat descrita aquesta espècie mineral.